# شاطئ ميرتوس

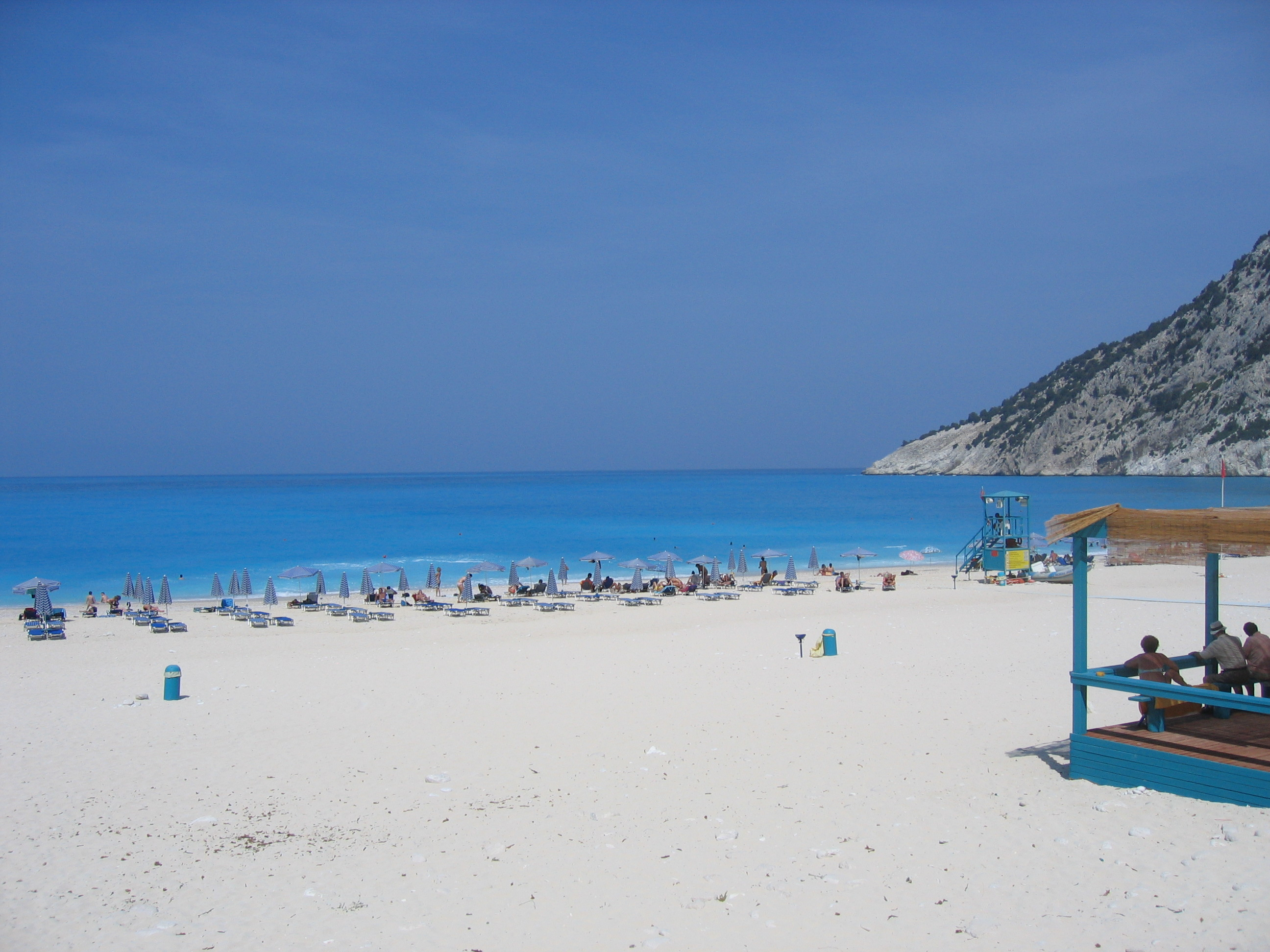
الشاطئ

شاطئ ميرتوس ببساطة هو شاطئ في كيفالونيا. يعتبر أشهر شواطئ الجزيرة وأحد مناطق الجذب الرئيسية فيها، حيث جمع في السنوات الأخيرة الكثير من الناس. تقع في الجزء الشمالي من الجزيرة، في بلدية بيلاريون، على بعد 30 كم شمال أرغوستولي. أقرب قرية هي ديفاراتا، على بعد 2.5 كم جنوب الشاطئ. يقع شاطئ ميرتوس بين سفوح جبلين، أجيا ديناتي وكالون أوروس (901 م). يوجد به حصى بيضاء ومياه زرقاء بسبب التيارات في المنطقة.

## جيولوجيا
تتكون الرواسب المحيطة بشاطئ ميرتوس بشكل عام من مادة رخامية، حجر جيري متحول. يتكون الشاطئ من أحجار مستديرة بيضاء. تصبح الرواسب تدريجيًا أصغر كلما اقتربت من الخط الساحلي. نظرًا لأن زاوية الانحدار بها انخفاض مفاجئ بالقرب من حافة الخط الساحلي، فإن طاقة الأمواج عالية جدًا وتتسبب في اتجاهات التدرج من الحصى إلى الحصى على طول الشاطئ.
يشكل الانجراف البعيد عن الشاطئ، إلى جانب طاقة الأمواج، شكل الشاطئ. عندما تنحني الأمواج على طول الشاطئ، فإنها تلتقط أيضًا أفضل قطع الرخام؛ يؤدي هذا إلى تكوين أعمدة رواسب تتبع منحنى الشاطئ مع اتجاه الأمواج لإعطاء الماء ظلًا من الفيروز.

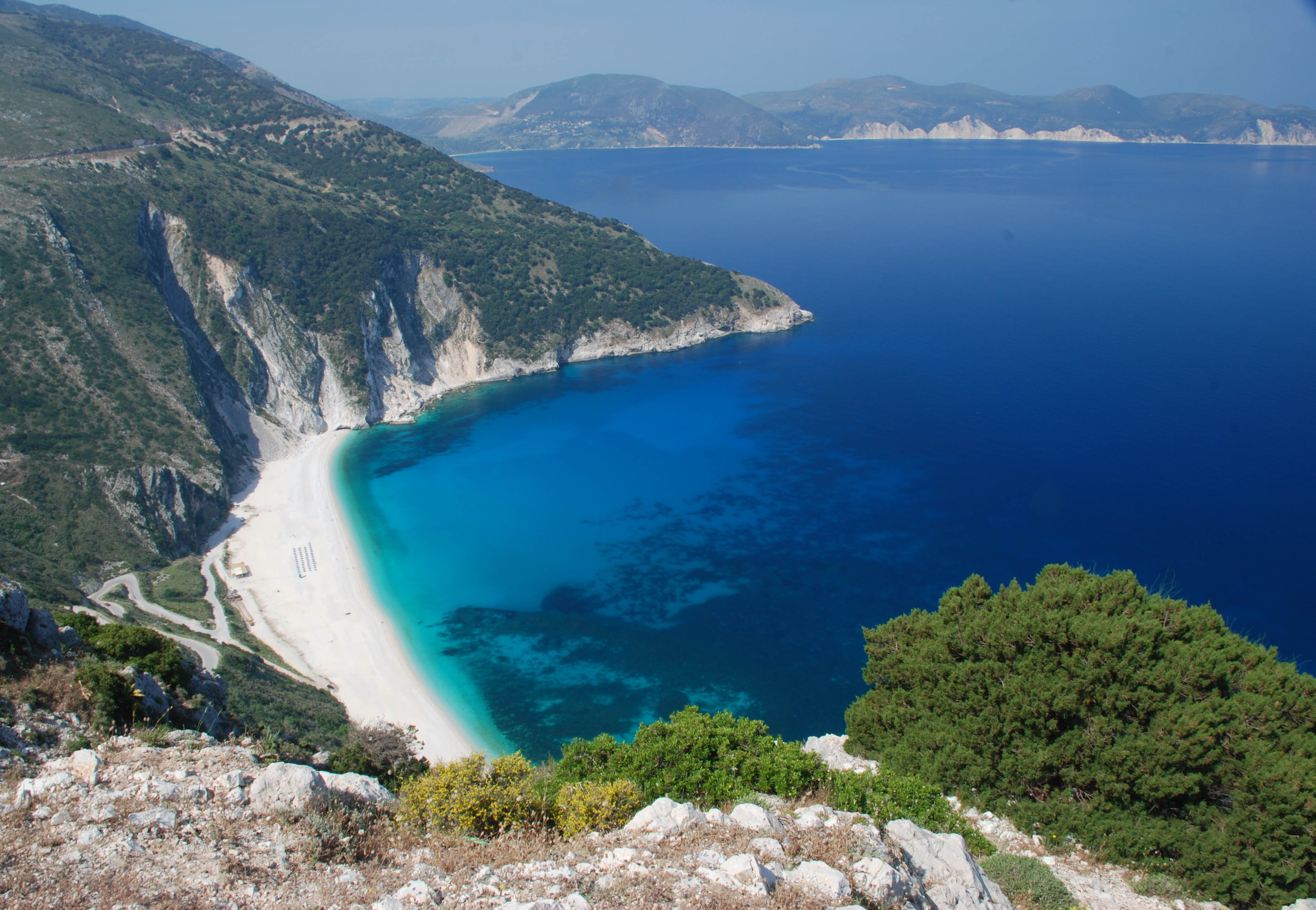
الشاطئ من الجهة الساحلية

## الشهرة
وُصِف ميرتوس بأنه «أحد أكثر الشواطئ إثارة في اليونان»، مع «قوسه البالغ طوله ميل ونصف من الحصى البيضاء المبهرة».
كان يستخدم كموقع لحلقة انفجار المنجم في فيلم الكابتن كوريللي ماندولين.
تم التصويت على ميرتوس كأفضل شاطئ يوناني 12 مرة بينما يتم عرضه بانتظام في قوائم أفضل الشواطئ.

## السفر والمرافق
طريق شديد الانحدار ومتعرج يبلغ طوله حوالي كيلومترين مع انعطاف حاد يؤدي إلى الشاطئ من قرية ديفاراتا.
خلال الموسم السياحي المرتفع في الصيف، تدير بلدية بيلاروس خدمة حافلات عامة من وإلى شاطئ ميرتوس، تغادر منطقة المرفأ في أجيا إفيميا. يمكن العثور على الجداول الزمنية في مكتب المعلومات السياحية في اجيا إفيميا ويمكن أيضًا سردها على الإنترنت. تتوقف الحافلة على الطريق المؤدي إلى الشاطئ، مع نزهة قصيرة. يتوفر موقف سيارات خاص عند قاعدة المنحدرات. توجد العديد من الحانات في الجزء العلوي من الطريق المؤدي إلى الشاطئ في قرية ديفارتا، وبار الشاطئ. يوجد بها حصى بيضاء ومياه زرقاء بسبب التيارات في المنطقة. الشاطئ محاط بالمنحدرات ويبلغ طوله حوالي 800 متر. يوجد على حافتها كهف صغير.

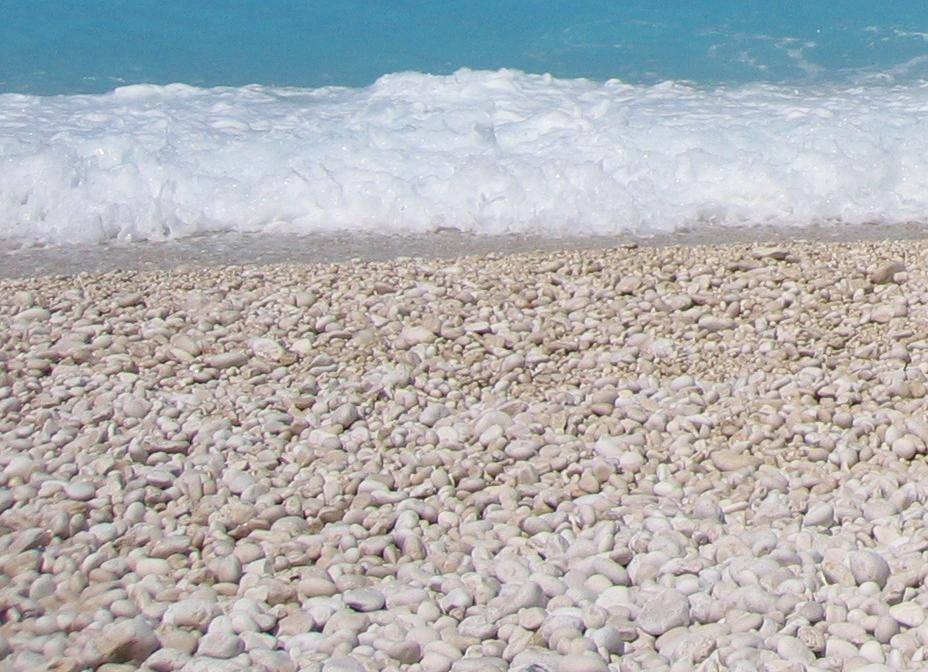
الحصى البيضاء